# 施詩
施 詩（シー・シー、1990年2月6日 - ）は、中華人民共和国の女優。

## 経歴
安徽省出身。北京電影学院を卒業後、映画『＠愛』シリーズの中の短編作品『婚姻密碼』で2010年に映画デビュー。2012年のテレビドラマ『彼岸1945』で注目を集め、2014年のテレビドラマ『武則天 -The Empress-』に出演。2016年にはジャッキー・チェン主演の米中香合作映画『スキップ・トレース』に出演した。2018年にヒットしたテレビドラマ『明蘭〜才媛の春〜』、2020年のテレビドラマ『パラレル・ラブ〜オレ様御曹司を社長にします!〜』『シークレット・ハウス〜恋の相手はトップスター!?〜』などでの役柄も話題となった。

## 出演作品

### 映画
- 深呼吸（2011年）
- 菜園子張青（2012年）
- 那天（2012年）
- 有招没招之愛情達人（2013年）
- スキップ・トレース Skiptrace/絶地逃亡（2016年）
- 我大学室友的追愛囧途（2016年）
- 西遊記 女人国の戦い 西游记女儿国（2018年）
- 快進者（2020年）
- 征途 -英雄へのバトルロード- 征途（2020年）日本ではNetflixで配信

### テレビドラマ
- 回家（彼岸1945）（2012年）
- 失恋33天（2013年）
- 七年不痒（2014年）
- 搭訕大師（2014年）
- 武則天 -The Empress- 武媚娘传奇（2014年）: 王玉燕（王皇后） 役
- 恋人的謊言（2016年）
- 天倫（2016年）
- 深夜食堂 中国版 深夜食堂（2017年）
- 琅琊榜〈弐〉〜風雲来る長林軍〜 琅琊榜之风起长林（2017年）: 重華 役
- 将夜 戦乱の帝国 将夜（2018年）
- 大江大河（2018年）
- 明蘭〜才媛の春〜 知否知否应是绿肥红瘦（2018年）
- 冷案（2019年）
- パラレル・ラブ〜オレ様御曹司を社長にします!〜 时间倒数遇见你（2020年）
- 刺（2020年）
- シークレット・ハウス〜恋の相手はトップスター!?〜 仲夏満天心（2020年）
- 隠秘而偉大（2020年）
- 只為那一刻与你相見（2020年）
- 風起花抄 〜宮廷に咲く琉璃色の恋〜 风起霓裳（2020年）
- 甜蜜（2021年）